# Szilf

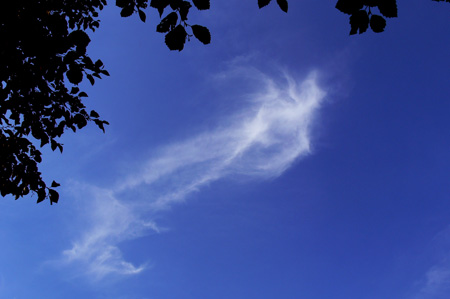
A szilfeket könnyed, légnemű lényekként képzelték el

A szilf (vagy szilfid) egy mitológiai lény a nyugati kultúrában. A kifejezés Paracelsustól származik, aki szerint a szilfek a levegő láthatatlan megtestesülései, vagyis a levegő elementáljai. Nincs jelentősebb ismert legenda velük kapcsolatban.

## Alkímia és irodalom
Az alkímia átvette a fogalmat Paracelsustól. Az alkimisták és hasonló mozgalmak, mint a rózsakeresztesek, továbbra is megemlítették a szilfeket a saját hermetikus irodalmukban.
A fogalom fő megvitatását először Alexander Pope kezdeményezi. A Rape of the Lock című művében Pope szatirizálja a francia rózsakeresztesek alkímiai írásait, azzal, hogy kitalál egy teóriát a szilfek létezésére. Ez a mű a pszeudotudomány „sötét” és „titokzatos” irodalmának, valamint a néha ezoterikus, francia, angol, klasszikus heroikus költeményeknek paródiája. Pope létrehoz egy új alkímiát, melyben a szilf misztikusan kémiai úton létrehozott, durcás hölgy. Pope költeményében azok az asszonyok alakulnak át szilffé, akik tele vannakepével és hiúsággal. Ezek a nők haláluk után esnek át az átalakuláson, mivel lelkükben túl sok fekete gőz van, hogy felemelkedjenek az égbe. Belindának, Pope főhősnőjének van egy sereg szilfje, akik támogatják őt hiúságában, és óvják szépségét.